# Acanthotrichia bilamina
Acanthotrichia bilamina är en nattsländeart som beskrevs av Wells 1982. Acanthotrichia bilamina ingår i släktet Acanthotrichia och familjen smånattsländor. Inga underarter finns listade i Catalogue of Life.